# Karl Heinrich Rau

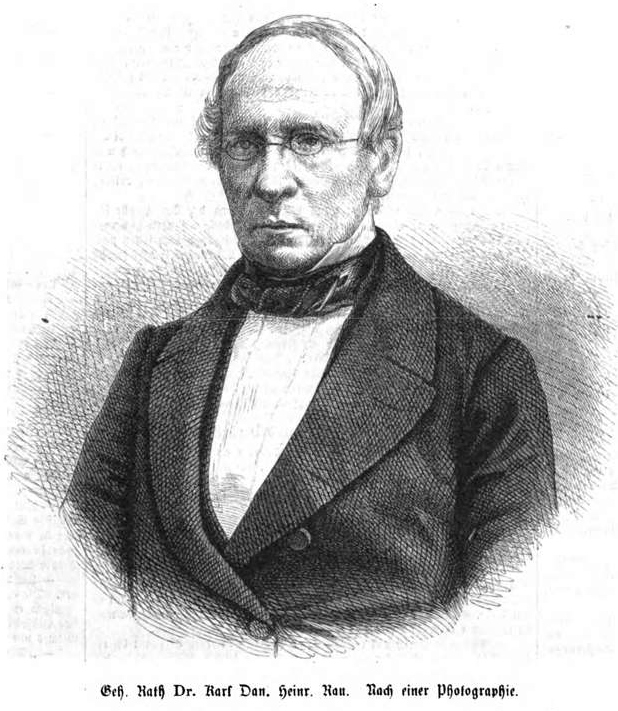
Karl Heinrich Rau, 1862

Karl Heinrich Daniel Rau (* 23. November 1792 in Erlangen; † 18. März 1870 in Heidelberg) war ein deutscher Nationalökonom, Freimaurer und Agrarwissenschaftler.

## Leben
Rau studierte Staatswissenschaft an der Universität Erlangen, promovierte dort 1812 und arbeitete nach seiner Habilitation als Privatdozent, Gymnasiallehrer und zeitweise als Bibliothekar. Von 1822 bis zu seinem Tode lehrte er als o. Professor für Nationalökonomie an der Universität Heidelberg. Er war Autor eines mehrbändigen, wiederholt aufgelegten Lehrbuches über politische Ökonomie. Neben seinen staatswissenschaftlichen Vorlesungen hielt er auch Vorlesungen über Landwirtschaftslehre und veröffentlichte mehrere landwirtschaftliche Schriften. In den Jahren 1831 und 1832 sowie 1847 und 1848 amtierte er als Prorektor der Universität Heidelberg.
Rau bildete persönlich den größten Teil der badischen Beamtenschaft in den staatswirtschaftlichen Disziplinen aus und gestaltete somit auf Jahrzehnte die liberalen, wirtschaftlichen Prinzipien dieses Landes. Rau war ferner der Erzieher des späteren Großherzogs von Friedrich von Baden.
Zu den für den Landbau wichtigen Publikationen gehört seine einflussreiche Monographie über die „Landwirtschaft in der Rheinpfalz“ (1830), die er später in überarbeiteter Form als Festschrift der 21. „Versammlung deutscher Land- und Forstwirthe“ 1860 in Heidelberg vorlegte. In einer vielbeachteten „Geschichte des Pfluges“ (1845) glaubte er nachweisen zu können, dass sich der Pflug von einem einfachen Krummholz, dem Haken, zu einem immer vollkommeneren Gerät entwickelt habe. 1851 reiste Rau in staatlichem Auftrag zur Weltausstellung nach London und veröffentlichte über die dort ausgestellten landwirtschaftlichen Geräte einen detaillierten Bericht.
Rau war Mitglied zahlreicher wissenschaftlicher Akademien, mehrfacher Ehrendoktor, Ehrenbürger der Stadt Heidelberg und führte seit 1832 den Titel Geheimer Hofrat. Er wurde mit dem Komturkreuz des badischen Zähringer Löwenordens mit Stern, dem preußischen Roten Adlerorden und dem Russischen Orden der Heiligen Anna ausgezeichnet. Er war von 1833 bis 1840 ein liberales Mitglied der ersten Kammer des Badischen Parlaments und vertrat darin die Universität Heidelberg. 1841 lehnte er eine erneute Nominierung ab. 1848 war er Mitglied des Frankfurter Vorparlaments.
Rau war zusammen mit seinem angeheirateten Verwandten, dem Naturforscher Carl Friedrich Philipp von Martius Mitglied der Erlanger Freimaurerloge Libanon zu den drei Cedern. Er wechselte zahlreiche Briefe mit seiner Braut und späteren Ehefrau Amalie Fischer, in denen er sie in alle seine Überlegungen zu Politik, Ökonomie, Freimaurerei etc. einbezog. Auf diesem Wege suchte er während seiner parlamentarischen Abwesenheit in Karlsruhe den geistigen Austausch mit ihr, ebenso wie auf seinen Forschungsreisen nach England, in die Schweiz und durch die Staaten des Deutschen Bundes.
Rau war ein politischer Weggefährte des liberalen badischen Staatsministers Karl Friedrich Nebenius, mit dem er eng politisch und freimaurerisch zusammenarbeitete. Sein Sohn und Freimaurerbruder Ludwig vermählte sich mit Nebenius Tochter Albertine. Zudem wurde er 1833 von der Ersten Kammer der Badischen Ständeversammlung mit der Erarbeitung eines Gutachtens zur damals erwogenen Gründung der Großherzoglich Badischen Staatseisenbahnen beauftragt.
Rau gilt als der wesentliche Organisator des Baus des Astor-Hauses durch die Johann-Jakob-Astor-Stiftung in Walldorf/Baden, zu deren Vorsitzender er am 14. Juli 1850 gewählt wurde. Er war bis zu seinem Tode mit dieser Stiftung verbunden. Rau wurde durch den Initiator des „Rauhen Hauses“ Johann Heinrich Wichern für dieses Projekt empfohlen. Im Dezember 1999 widmete der Stiftungsrat der Astor-Stiftung Rau einen Sitzungsraum im neu errichteten Gebäudetrakt und brachte eine Gedenktafel für ihn am Eingang des Raumes an.
Rau war ein liberaler Demokrat, der allerdings revolutionäre Erhebungen zum Sturz deutscher Fürsten nicht unterstützte. Sein Sohn Adolph nahm an den badischen Unruhen 1849 auf Seiten der Aufständischen teil und musste nach dem Sieg der intervenierenden preußischen Truppen in die USA fliehen. Rau selbst verfasste – für sich selbst – die Denkschrift Die vierzig Tage in Heidelberg – Erinnerungen an den badischen Aufstand im Sommer 1849, in der er das Verhalten der revolutionären Bewegung in Heidelberg und Baden kritisch beleuchtete. Die Denkschrift selbst wurde erst 150 Jahre nach ihrer Abschrift in einer kommentierten Fassung u. a. durch seine Ur-Ur-Ur-Enkelin Dr. Gabriele Haupt veröffentlicht. Im Jahr 1863 wurde er zum Mitglied der Leopoldina gewählt.

## Stimmen zu Karl Heinrich Rau
„Diese vermittelnde Position, das behutsame und ideologiefreie Abwägen von Sachargumenten, die Berücksichtigung sozialer, rechtlicher und politischer Aspekte über die engere, ökonomische Problematik hinaus, schließlich die Wendung gegen alle unüberlegten Experimente – all dies machte ihn zu einem gemäßigten, um vernünftigen Ausgleich widerstrebender Interessen bemühten Vertreter der Lehre von Adam Smith. Gerade in einer freiheitlichen Gesellschaft, dass sah Rau deutlicher als die extremen Freihändler und Wirtschaftsliberalen, stellte sich die schwierige Aufgabe, zwischen Partikularinteresse und Gemeinwohl eine vernünftige Balance zu finden.“
In der „Allgemeinen deutschen Biographie“ (1888) wird Rau als „einer der hervorragendsten deutschen Nationalökonomen“ bezeichnet.
Joseph Alois Schumpeter attestiert Rau in seiner „Geschichte der ökonomischen Analyse“ (Göttingen 1965): „Als Lehrer gebührt ihm ein Ehrenplatz in der Geschichte der Wirtschaftswissenschaft.“
In ihrem Nachruf vom 30. April 1870 würdigt die „Illustrirte Zeitung“ Rau als „Nestor der Heidelberger Universität und der sämtlichen deutschen Nationalökonomen.“
Wolfgang Borgstede weist schon in seinem Werk „Volkswirtschaftslehre“ (Düsseldorf 1977) darauf hin, dass Rau „den Anstoß zur Rezeption des Smith-Ricardinischen Systems in Deutschland“ gab. In seinem Lehrbuch der politischen Ökonomie „brachte er sehr originelle und didaktisch glänzende Darstellungsmethoden. Er arbeitete bereits Jahrzehnte vor Alfred Marshall mit der bis heute üblichen geometrischen Darstellungsform von Angebots- und Nachfragekurven. Sie fand jedoch wenig Anklang in Deutschland. Er gilt deshalb im allgemeinen nicht als ihr Erfinder. So etwas ist häufig. Nicht derjenige, der eine Idee zuerst entwickelte, gilt meist als der Entdecker, sondern derjenige, der mit der Idee durchdrang.“

## Bibliothek
Seine private Arbeitsbibliothek mit mehr als 4000 Büchern und 2000 Broschüren in mehreren Sprachen wurde nach seinem Tode durch den amerikanischen Banker Philo Parsons (1817–1892) gekauft und 1871 der Universitätsbibliothek von Michigan in Ann Arbor gestiftet.
Die anfangs nach dem Mäzen benannte Parsons Library mit dem Sammelschwerpunkt Politischer Ökonomie wurde nachträglich noch ergänzt. Heute bildet sie unter dem Namen „Parsons-Rau Collection on 19th-century economics“ einen Teil der Special Collections Library.

## Schriften (Auswahl)
- Ueber das Zunftwesen und die Folgen seiner Aufhebung, Leipzig 1816 (Digitalisat)
- Lehrbuch der politischen Ökonomie, 3 Bände, Heidelberg 1826–1837
  - Bd. 1: Grundsätze der Volkswirthschaftslehre, 1826 – 8. Aufl. 1869 (Digitalisat 7. Auflage 1863 in der Google-Buchsuche)
  - Bd. 2: Grundsätze der Volkswirthschaftspflege, später Grundsätze der Volkswirthschaftspolitik, 1828 – 5. Aufl. 1862 (Digitalisat 5. Auflage 1862 in der Google-Buchsuche)
  - Bd. 3: Grundsätze der Finanzwissenschaft, 1837 – 6. Aufl. 1871
- Die Landwirthschaft der Rheinpfalz und insbesondere in der Heidelberger Gegend, Heidelberg 1830
- Geschichte des Pfluges, Heidelberg 1845 (Digitalisat in der Google-Buchsuche)
- Grundsätze der Volkswirthschaftslehre, Heidelberg 1847 (Digitalisat)
- Grundsätze der Finanzwissenschaft, 3. verm. und verb. Ausg. 1850 (Digitalisat)
- Die landwirthschaftlichen Geräte der Londoner Ausstellung im Jahre 1851, Berlin 1853
- Die vierzig Tage in Heidelberg – Erinnerungen an den badischen Aufstand im Sommer 1849, bearbeitet von Gerd Wippermann, Gabriele Haupt, Werner Moritz und Bernhard Stier, Heidelberg 1999